# Ławeczka Henryka Woyciechowskiego w Wołominie
Ławeczka Henryka Woyciechowskiego w Wołominie – pomnik w formie ławki zlokalizowany na skrzyżowaniu ulic Ogrodowej i Wileńskiej w centrum Wołomina, przy urzędzie miejskim. Przedstawia postać założyciela Wołomina, Henryka Konstantego Wojciechowskiego, siedzącego na kamiennej ławce.
Ławka została odsłonięta 22 września 2018. Zrealizowano ją ze środków Wołomińskiego Budżetu Obywatelskiego. Pomysłodawcą i projektantem był Tadeusz Tymiński. Postać Woyciechowskiego odlano w Odlewni GZUT Jerzego Trzoski. Celem postawienia pomnika było zachowanie pamięci o założycielu miasta w sposób naturalny i bliski mieszkańcom, jak również utworzenie atrakcyjnego miejsca odpoczynku i rekreacji.